# Curborough and Elmhurst
Curborough and Elmhurst est une paroisse civile du Staffordshire, en Angleterre.